# Freya (chat)
Pour les articles homonymes, voir Freya.
Freya (née vers avril 2009) est un chat tigré appartenant à l'ancien chancelier de l'Échiquier du Royaume-Uni George Osborne et sa famille.

## Biographie
Freya disparaît de la maison des Osborne à Notting Hill à l'âge de quelques mois. Après l'avoir supposée morte ou perdue, on la leur ramène en juin 2012. À partir de septembre, Freya partage le rôle de souricier en chef du Cabinet avec Larry, le chat du 10 Downing Street. En novembre 2014, elle quitte son poste pour la campagne du Kent.

## Carrière
Le 16 septembre 2012, Nigel Nelson de The People rapporte que le Premier ministre, David Cameron, avait limogé Larry de son poste de souricier en chef du Cabinet et installé Freya à sa place, lassé par la paresse de Larry.
David Cameron décide de faire remplacer Larry après l'avoir vu laisser passer une souris alors qu'il faisait la sieste sur une chaise le 13 septembre, et qu'il ait refusé de la chasser une fois réveillé par le Premier ministre.
Cameron recrute Freya car elle serait une prédatrice plus dégourdie, endurcie par sa vie dehors,.

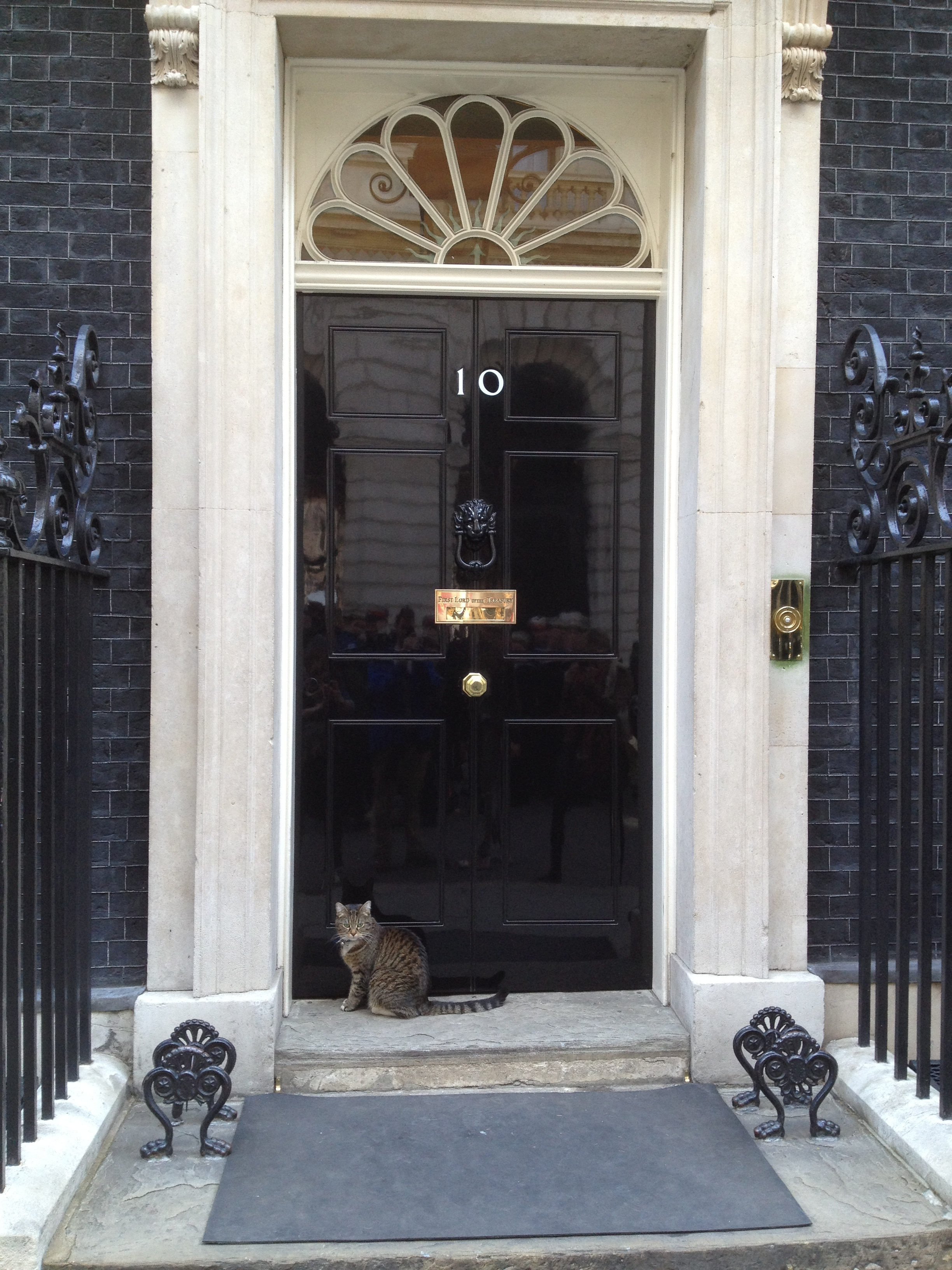
Freya devant le numéro 10.

Freya est l'un des 100 000 chats employés par le gouvernement pour réduire le nombre de souris. Le 16 octobre 2012, la police doit interrompre une bagarre entre Larry et Freya devant le numéro 10. Rosa Prince du Daily Telegraph écrit que Freya « semblait avoir le dessus lors de la confrontation ». Le porte-parole du Premier ministre déclare que Freya et Larry étaient capables de coexister et qu'elle ne commenterait pas davantage les aventures des deux chats.
En mai 2014, Freya se perd à plus d'un mile de Downing Street. Elle est secourue et ramenée par un travailleur caritatif. Percutée par une voiture à Whitehall en août 2014 puis soignée, Freya est envoyée dans la campagne du Kent pour lui permettre d'assouvir ses besoins de promenade.